# Monastero di San Giovanni Battista (Corias)
Il monastero di San Juan Bautista de Corias, conosciuto anche come el Escorial Asturiano, è un complesso monumentale che si trova sulle sponde del fiume Narcea, affluente del Nalón nel comune asturiano di Cangas del Narcea nel nord della Spagna.
Fu un monastero benedettino, che nel corso degli anni subì diversi interventi e modifiche.

Nel 1835 fu destinato a scuola e carcere, e nel 1860 fu donato ai domenicani, che lo utilizzarono come seminario.

Nel 1982 fu dichiarato monumento nazionale e tra il 2006 ed il 2012 fu trasformato in Parador turistico, inaugurato dalla regina Sofia, il 15 luglio 2013.

## Galleria d'immagini

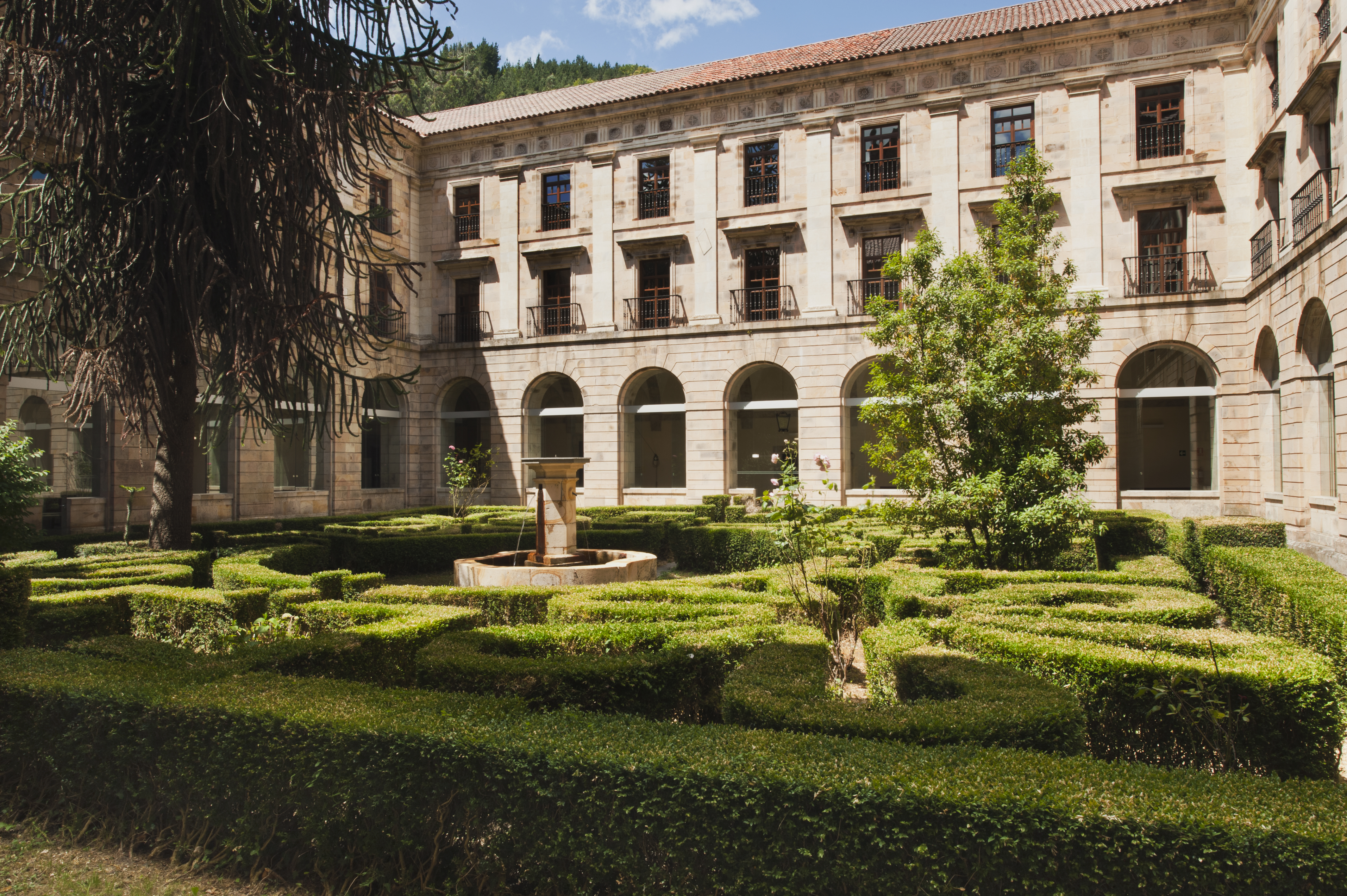
Chiostro
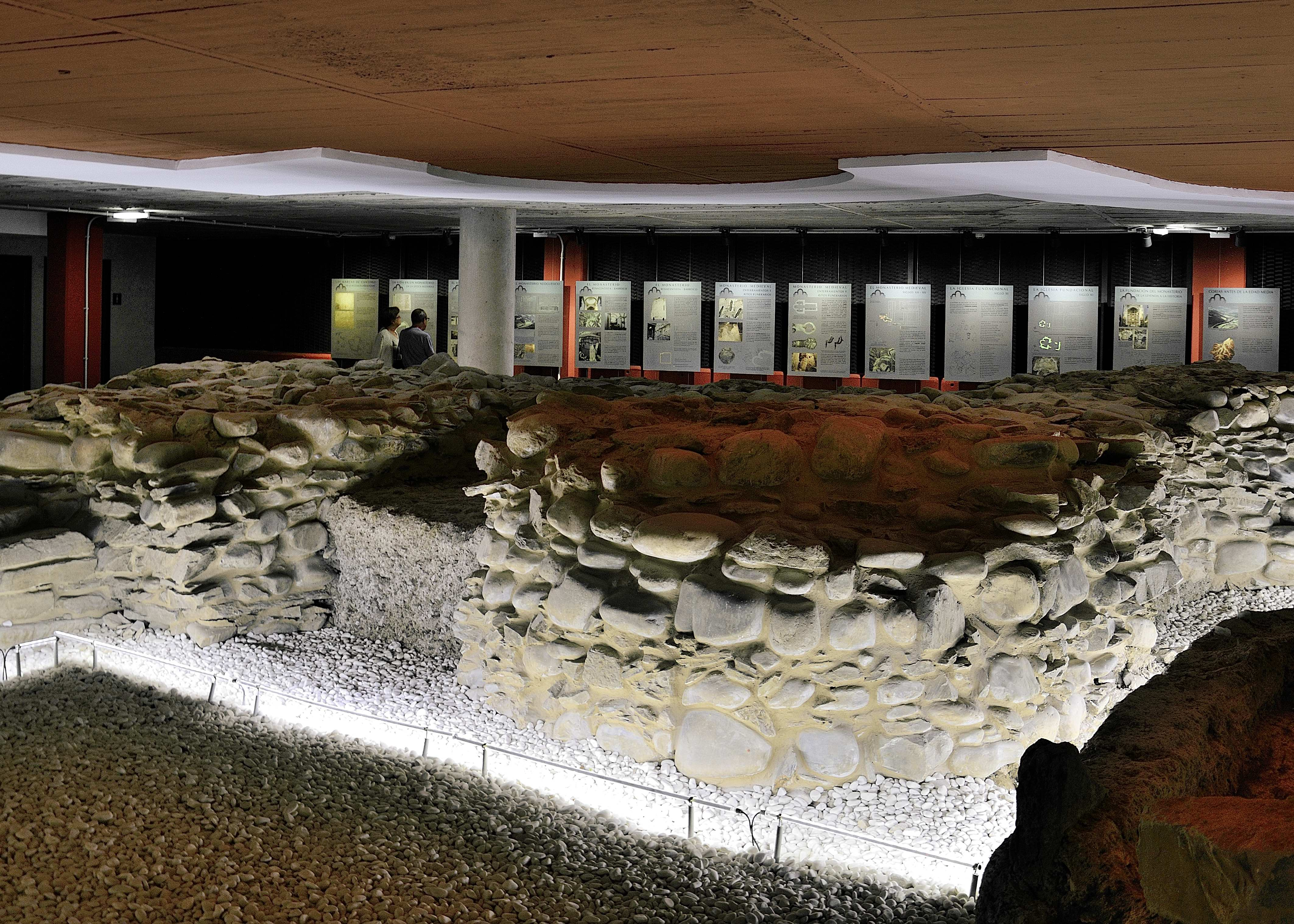
Rovine della chiesa del secolo XI
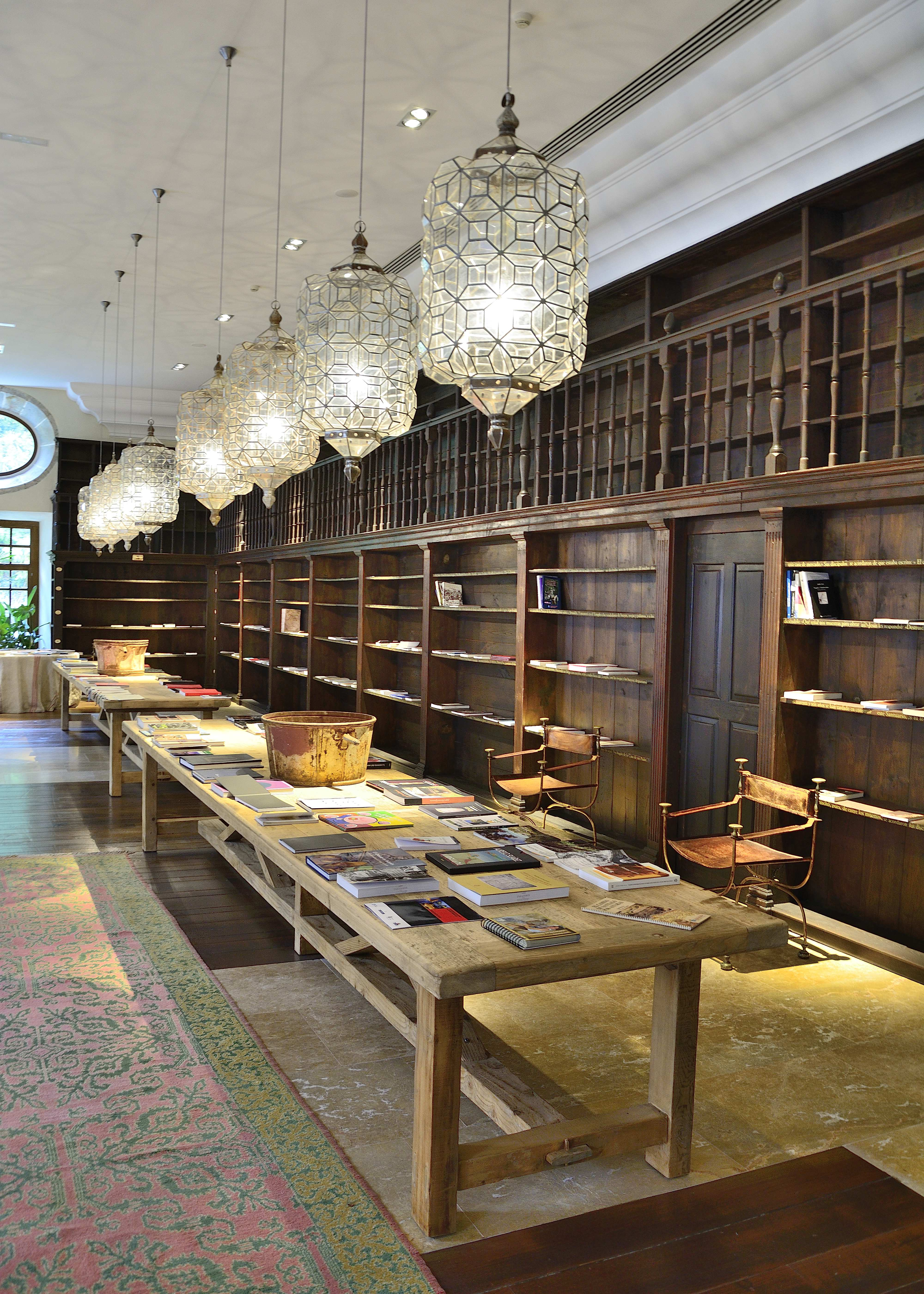
Biblioteca